# Carlo Alberto Pizzini
Carlo Alberto Pizzini (* 22. März 1905 in Rom; † 8. September 1981 ebenda) war ein italienischer Komponist und Dirigent. 

## Leben
Carlo Alberto Pizzini studierte in Rom am Konservatorium „Santa Cecilia“ bei Ottorino Respighi. Schon damals organisierte er eine studentische Konzertreihe am Gymnasium „Torquato Tasso“ und war Dirigent des „Teatro delle Fiabe“ in Rom. Seine Studien schloss Pizzini 1929 in Bologna am Konservatorium „Giovanni Battista Martini“ mit einem Diplom in Komposition ab. 1931 studierte er nochmals bei Respighi; dabei erhielt er einen Preis des Ministero della pubblica istruzione als dessen bester Schüler. Danach arbeitete Pizzini bei der Società Italiana degli Autori ed Editori, einer etwa der deutschen GEMA entsprechenden Verwertungsgesellschaft. Von 1938 bis 1970 war beim italienischen Rundfunk angestellt, wo er unter anderem für die Auslandsbeziehungen des Senders zuständig war und die Probespiele der Orchester beaufsichtigte. Daneben war er weiterhin als Komponist und Dirigent aktiv. 1942 wurde er in die Accademia Nazionale di Santa Cecilia aufgenommen; von 1973 bis zu seinem Tod war er deren Vizepräsident. 1967 wurde er Mitglied der Accademia Filarmonica von Bologna.
Pizzini war verheiratet und hatte eine Tochter und einen Sohn.

## Werke (Auswahl)
- 1927 Tre canti popolari giapponesi für Tenor und Orchester
  1. Kin-gna – Mon-gna
  2. Komori-uta
  3. Sa-ku-ra
- 1928 Dardanio, Märchen in drei Akten (Text von Elio Curti)
- 1929 Sarabanda e fuga für Streichquartett
- 1930 Scherzo in stile classico
- 1930 Sarabande Omaggio a Corelli
- 1931 Il poema delle Dolomiti, sinfonische Dichtung
- 1932 Strapaese, impressioni dal vero
- 1940 Al Piemonte, sinfonisches Triptychon für Orchester
  1. Insegne gloriose
  2. Notturno sulle Alpi
  3. Macchine e cuori (La Fiat)
- 1941 Grotte de Postumia
- 1959 Ouverture tascabile
- 1962 In te, Domine, speravi  sinfonisches Fresco
- 1969 Concierto para tres hermanas für Gitarre und Orchester

Daneben schuf Pizzini zahlreiche Werke für Klavier, Chorwerke und Lieder sowie Musik für Radio, Film und Fernsehen.

## Auszeichnungen
- 1975: Cavaliere di Gran Croce des Verdienstordens der Italienischen Republik[3][5]
- Commendatore des Gregoriusordens[3][4]
- Commendatore des Ritterordens pro Merito Melitensi des Souveränen Malteserordens[3][4]
- Chevalier der Ehrenlegion[3][4]
- 1955: Verdienstorden der Bundesrepublik Deutschland[3][4]

1997 wurde in Rom die Via Carlo Alberto Pizzini nach Pizzini benannt.

## Aufnahmen
- Pizzini conducts Pizzini (2008, Naxos 8.111317), Münchner Philharmoniker, Carlo Alberto Pizzini (Dirigent), Aufnahmen von 1955/56.[6]